# Handball-Regionalliga Südwest (Frauen) 2025/26
Die Regionalliga Südwest (Frauen) 2025/26 wird unter dem Dach der Handball-Landesverbände Rheinhessen (HVR), Rheinland (HVRL), Pfalz (PfHV) und Saar (HVS) organisiert, sie ist die höchste Spielklasse des Verbundes und wird hinter der 3. Liga (Frauen) als vierthöchste Spielklasse im deutschen Ligensystem eingestuft. Die Regionalliga Südwest ersetzte im Vorjahr die bisherige Handball-Oberliga Rheinland-Pfalz/Saar.

## Saisonverlauf
Die Handball-Regionalliga Südwest 2025/26 wird die zweiundvierzigste Austragung und die zweite Saison seit Wiedereinführung der Liga sein.

### Modus
Die Regionalliga Südwest wird in dieser Saison eingleisig aus 12 Mannschaften bestehen. Im Verlaufe der Saison treten die Mannschaften der Regionalliga jeweils in einer Hin- und Rückrunde gegeneinander an. Nach Abschluss der daraus resultierenden Spieltage qualifiziert sich der Meister für die Aufstiegsrelegation zur 3. Liga (Frauen).
Es steigen so viele Mannschaften ab (maximal drei), bis die Staffelstärke von 12 Teams incl. den Aufsteigern aus den Landesverbänden und möglichen Absteigern aus der 3. Liga erreicht ist.

## Teilnehmer

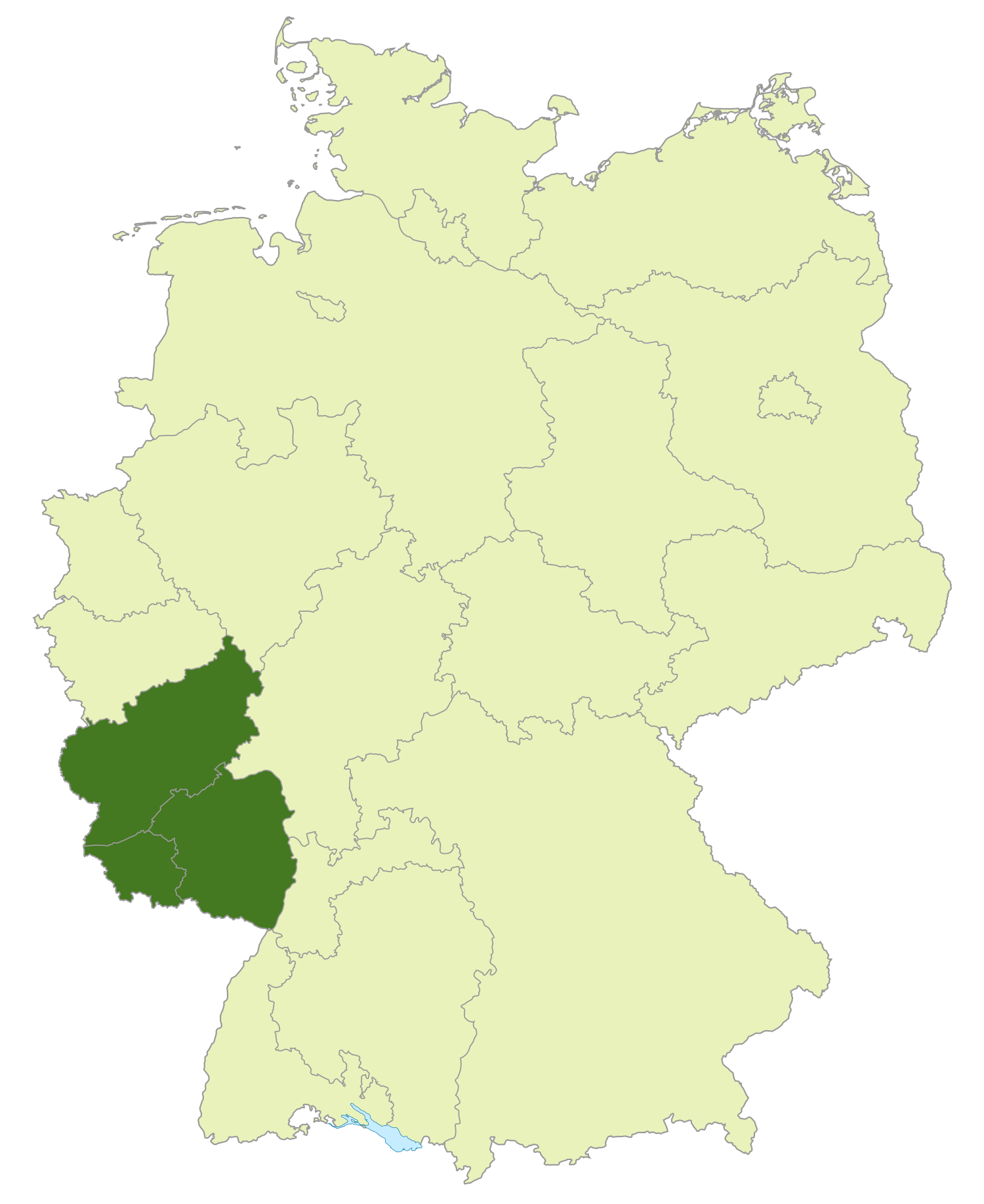
Bereich der Handball-Regionalliga
Rheinland-Pfalz / Saarland

Nicht mehr dabei sind die Auf- und Absteiger der Vorsaison. Neu hinzukommen die Aufsteiger (N) aus den Verbandsligen. Absteiger aus der 3. Liga gibt es nicht.
Mit Stand vom 9. Juni 2025 haben sich für die Spielzeit 2025/26 bislang folgende Vereine sportlich qualifiziert:
|     | Mannschaft                              | Sp | S | U | N | Tore | Diff. | Pkte |
| --- | --------------------------------------- | -- | - | - | - | ---- | ----- | ---- |
| 1.  | DJK SF Budenheim (RE)                   |    |   |   |   |      |       |      |
| 2.  | DJK St. Michael Marpingen               |    |   |   |   |      |       |      |
| 3.  | TSG 1846 Mainz-Bretzenheim              |    |   |   |   |      |       |      |
| 4.  | TSG Haßloch                             |    |   |   |   |      |       |      |
| 5.  | HSG Wittlich                            |    |   |   |   |      |       |      |
| 6.  | HSG Hunsrück                            |    |   |   |   |      |       |      |
| 7.  | FSG Bodenheim / Gonsenheim / TSV Schott |    |   |   |   |      |       |      |
| 8.  | VTV Mundenheim                          |    |   |   |   |      |       |      |
| 9.  | Südpfalz Tiger                          |    |   |   |   |      |       |      |
| 10. | HC Koblenz (N)                          |    |   |   |   |      |       |      |
| 11. | HSG Dudenhofen/Schifferstadt (N)        |    |   |   |   |      |       |      |
| 12. | HSV Merzig/Hilbringen (N)               |    |   |   |   |      |       |      |

(A) = Absteiger aus der 3. Liga (N) = neu in der Liga, (RE) = noch im Relegationsmodus
  Meister und Aufsteiger zur 3. Liga 2026/27
- Für die Regionalliga 2026/27 qualifiziert

## Aufstiegsrelegation zur 3. Liga (Frauen)
Am Ende der Saison wird mit den Regionalligameistern eine Aufstiegsrelegation zur 3. Liga (Frauen).  durch den Deutschen Handballbund (DHB) ausgetragen. Dabei werden drei Gruppen in Nord, Mitte und Süd mit je vier Mannschaften gebildet. Jede Gruppe spielt eine Hin- und Rückrunde, wobei sich jeweils die zwei bestplatzierten Teams für die 3. Liga (Frauen) 2026/27 qualifizieren.
In der Südgruppe treten die Meister der Regionalliga Bayern (RL-B), Regionalliga Südwest (RL-SW) sowie Meister und Vizemeister der Regionalliga Baden-Württemberg (RL-BW) gegeneinander an. Am Ende der Relegation gilt bei Punktgleichheit der direkte Vergleich.

### Gruppe Süd
Ausspielung April bis Juni 2026.
|    | Mannschaft | Sp | S | U | N | Tore | Diff. | Pkte |
| -- | ---------- | -- | - | - | - | ---- | ----- | ---- |
| 1. | (RL-BW 1)  | 0  | 0 | 0 | 0 | 0:0  | +0    | 0:0  |
| 2. | (RL-B)     | 0  | 0 | 0 | 0 | 0:0  | +0    | 0:0  |
| 3. | (RL-BW 2)  | 0  | 0 | 0 | 0 | 0:0  | −0    | 0:0  |
| 4. | (RL-SW)    | 0  | 0 | 0 | 0 | 0:0  | −0    | 0:0  |

 Aufsteiger zur 3. Liga (Frauen) 2026/27.